# 데이비드 캐년 웹스터

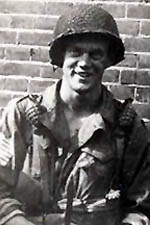
데이비드 케년 웹스터

데이비드 케년 웹스터(David Kenyon Webster, 1922년 6월 2일 - 1961년 11월 9일)는 미국의 군인, 언론인, 작가이며 예비역 미국 육군 하사이다. 제2차 세계대전 도중 웹스터는 101 공수 사단 506 낙하산 보병 연대 2대대 E중대에서 복무하였으며 텔레비전 시리즈 밴드 오브 브라더스에서 조명받기도 하였다.

## 대전 이전
웹스터는 미국 뉴욕에서 태어났으며 코네티컷주 워터타운에 있는 태프트 스쿨에서 교육받았다. 웹스터는 하버드 대학교에서 영문학 공부를 하고 있었는데, 학위를 받기 전에 정예 공수부대원이 되기 위해서 공수부대에 지원하였다.

## 제2차 세계대전
웹스터는 원래 2대대의 폭스중대에서 훈련받았고 D-데이 당시에도 폭스 중대 소속으로 노르망디에 강하하였지만, 이지중대로 전출되었고 이지중대가 1945년 해산할 때까지 그곳에서 복무하였다.
웹스터는 열정적인 군인은 아니었다. 웹스터는 육군을 싫어했다. 웹스터는 누구나 인정하는 중대 최악의 사격수이기도 했다. 웹스터는 아주 가끔씩만 위험한 정찰 임무에 자원하였다. 웹스터는 진급에 대한 욕심이 없었고, 3년의 복무 기간 동안 계급은 일등병에 머물렀다. 웹스터는 높은 수준의 교육을 받았으며 가족의 영향력도 대단하였기 때문에 충분히 장교가 될 수 있었지만, 참호에 박혀 전쟁의 진짜 모습을 자신의 눈으로 직접 목격하길 원했던 웹스터는 "병사" 로 남는 것을 선택했다.
D-데이에, 웹스터는 당초 강하 지점을 벗어나 전투가 격렬히 벌어졌던 유타 해변 뒤쪽에 홀로 착지하였으며, 얼마 후 부상을 당했다. 웹스터는 마켓가든 작전이 있었던 네덜란드에도 강하하였다. 이 군사 작전이 끝난 뒤, 중대가 마켓가든 작전이 끝난 뒤 재집결을 위해 안헴 근처를 공격하는 전투 도중 웹스터는 기관총에 의해 다리를 맞는 총상을 입었다. 영국에서 치료를 받는 와중에 웹스터는 벌지 전투에 참여할 기회를 놓쳤고, 1945년 2월경이 되어서야 중대에 복귀할 수 있게 되었다. 웹스터는 가장 나중에 전역했다.

## 전쟁 이후
전쟁이 끝난 후, 웹스터는 월스트리트 저널과 로스트앤젤레스 데일리 뉴스의 기자가 되었다. 웹스터는 또한 상어에 관심이 있었기 때문에 《신화와 청상아리 : 상어 이야기》 라는 책을 쓰기도 했다. 그런데, 상어에 대한 웹스터의 관심은 그의 갑작스러운 죽음의 원인이 되었다. 1961년, 웹스터는 미국 캘리포니아 주의 산타모니카 해변 근해에서 실종되었다.
그의 회상록인 《공수부대원: 미국 공수부대원의 D-데이와 제3제국의 몰락에 관한 회상》은 1994년이 되어서야 출판되었다. 스티븐 암브로스의 밴드 오브 브라더스는 웹스터의 출판되지 않은 일기들을 자유로이 인용하기도 하였다. 웹스터의 잘 훈련되고, 가감없으며, 유려한 문체는 다른 퇴역 군인들의 일기에서는 볼 수 없는 색채를 가지고 있었으며 이는 책 밴드 오브 브라더스의 집필과 미니시리즈 밴드 오브 브라더스의 제작에 도움이 되었다. 이 책은 웹스터가 집에 쓴 편지와, 전쟁 도중, 전쟁이 끝나고 얼마 되지 않아 쓴 글들에 기반한 것이다. 하지만 출판사는 당시 이러한 내용에 관심을 가지지 않았다. 웹스터는 이에 굴하지 않고, 자신의 글들 중 짧은 글들을 뽑아서 새터데이 이브닝 포스트와 같은 잡지에 기고하였다.
HBO의 미니시리즈 《밴드 오브 브라더스》에서 웹스터는 미국 배우 에이언 베일리가 연기하였다. 미니시리즈의 여덟 번째 에피소드〈마지막 정찰〉은 웹스터가 이지 중대에 복귀할 무렵의 일을 다루고 있으며 웹스터가 화자로 등장한다.

## 관련 서적
- 공수부대원: 미국 공수부대원의 D-데이와 제3제국의 몰락에 관한 회상, 데이비드 웹스터(1994), 루이지애나 주립대학교 출판부, ISBN 0-7434-6411-7
- 신화와 백상아리: 상어 이야기, 데이비드 웹스터(1972), 앵거스&로버트슨, ISBN 0-207-12265-2
- 밴드 오브 브라더스: 101공수사단 506 낙하산 보병 연대 E 중대, 노르망디에서 히틀러의 독수리 둥지까지, 스티븐 암브로스(19992), ISBN 0-7434-6411-7

## 같이 보기
- 미국 506 낙하산 보병 연대 E 중대
- 《밴드 오브 브라더스》